# Sălaj (županija)
Sălaj (mađ. Szilágy) je županija u Rumunjskoj, u povijesnoj regiji Transilvaniji, glavni grad je Zalău.

## Geografija
Sălaj županija zauzima površinu od 3,864 km², proteže se duž istočnih Karpata. Kroz županiju protječe rijeka Someş. U županiji teku i još neke male rijeke Crasna, Barcău, Almaş, Agrij i rijeka Sălaj.

### Susjedne županije
Sălaj županija na sjeveru graniči sa županijama Maramureş i Satu Mare. Na zapadu graniči sa županijom Bihor. Na jugo istoku susjedna županija je Cluj.

## Stanovništvo
Po popisu stanovništva iz 2002. godine u županiji je živilo 248,015 stanovnika, a prosječna gustoća naseljenosti je 64/km². Većina stanovnika živi na selu 60.3% i 39.7 živi u četiri grada: Zalău, Şimleu Silvaniei, Jibou, i Cehu Silvaniei.
- Rumunji - 71.6%[1]
- Mađari - 23%
- Romi - 5%
- Slovaci - 0.5%
- Ostali - 0.1%

| Datum        | Godina | Ukupno stanovnika |
| ------------ | ------ | ----------------- |
|              | 1880   | 159,872           |
|              | 1890   | 180,145           |
|              | 1900   | 193,996           |
|              | 1910   | 230,140           |
| 29. prosinca | 1930   | 343.347           |
| 25. siječnja | 1948   | 262,580           |
| 21. veljače  | 1956   | 271,989           |
| 15. ožujka   | 1966   | 263,103           |
| 5. siječnja  | 1977   | 264,569           |
|              | 1989   | 268,776           |
| 1. siječnja  | 1990   | 269,962           |
| 1. siječnja  | 1991   | 269,963           |
| 1. siječnja  | 1992   | 266,837           |
| 7. siječnja  | 1992   | 266,797           |
| 1. siječnja  | 1993   | 266,181           |
| 1. siječnja  | 1994   | 264,990           |
| 1. siječnja  | 1995   | 263,228           |
|              | 1995   | 262,873           |
| 1. siječnja  | 1996   | 262,143           |
| 1. siječnja  | 1997   | 260,413           |
| 1. siječnja  | 1998   | 258,717           |
| 1. siječnja  | 1999   | 257,718           |
| 1. siječnja  | 2000   | 256,177           |
| 1. siječnja  | 2001   | 255,535           |
| 1. siječnja  | 2002   | 250,517           |
| 18. ožujka   | 2002   | 248,015           |
| 1. siječnja  | 2003   | 249,717           |
|              | 2003   | 249,194           |
| 1. siječnja  | 2004   | 248,857           |
| 1. siječnja  | 2005   | 246,209           |
|              | 2005   | 245,638           |
| 1. siječnja  | 2006   | 246,413           |
| 1. srpnja    | 2006   | 244,952           |
| 1. siječnja  | 2007   | 243,614           |
| 1. srpnja    | 2007   | 243,157           |
| 1. siječnja  | 2008   | 242,854           |

## Administrativna podjela
Županija ima 3 grada, 57 općina i 281 selo.

### Municipiji
- Zalău - Glavni grad, stanovnika: 64,123 (1. srpnja 2006.), 63,860 (1. siječnja 2008.)

### Gradovi
- Şimleu Silvaniei, 16,325 stanovnika (1. srpnja 2006.)
- Jibou, 11,457 stanovnika (1. srpnja 2006.)
- Cehu Silvaniei, 8,199 stanovnika (1. srpnja 2006.)

### Općine
| - Agrij - Almaşu - Băbeni - Bălan - Bănişor - Benesat - Bobota - Bocşa - Boghiş - Buciumi - Camăr - Carastelec - Chieşd - Cizer - Coşeiu | - Crasna - Creaca - Crişeni - Cristolţ - Cuzăplac - Dobrin - Dragu - Fildu de Jos - Gâlgău - Gârbou - Halmăşd - Hereclean - Hida - Horoatu Crasnei - Ileanda | - Ip - Letca - Lozna - Măerişte - Marca - Meseşenii de Jos - Mirşid - Năpradea - Nuşfalău - Pericei - Plopiş - Poiana Blenchii - Românaşi - Rus - Sălăţig | - Sâg - Sânmihaiu Almaşului - Someş-Odorhei - Surduc - Şamşud - Sărmăşag - Şimişna - Treznea - Valcău de Jos - Vârşolţ - Zalha - Zimbor - Stirciu |

### Sela
- Borla
- Giurtelecu Şimleului
- Jac